# Тёва
Тёва (яп. 長和 тё:ва) — девиз правления (нэнго) японских императоров Сандзё и Го-Итидзё с 1013 по 1017 год .

## Продолжительность
Начало и конец эры:
- 25-й день 12-й луны 9-го года Канко (по юлианскому календарю — 8 февраля 1013 года);
- 23-й день 4-й луны 6-го года Тёва (по юлианскому календарю — 21 мая 1017 года).

## Происхождение
Название нэнго было заимствовано из классического древнекитайского сочинения Ли цзи:「君臣正、父子親、長幼和、而后礼義立」.

## События
- 1012 год (8-я луна 1-го года Тёва) — император Сандзё женился на дочери кампаку Фудзивары-но Митинаги[6];
- 1016 год (11-я луна 4-го года Тёва) — огонь уничтожил дотла императорский дворец[6];
- 10 марта 1016 (1-я луна 5-го года Тёва) — император Сандзё отрёкся от престола; трон перешёл Ацухире-синно, который спустя некоторое время воцарился под именем императора Го-Итидзё[7].

## Сравнительная таблица
Ниже представлена таблица соответствия японского традиционного и европейского летосчисления. В скобках к номеру года японской эры указано название соответствующего года из 60-летнего цикла китайской системы гань-чжи. Японские месяцы традиционно названы лунами.
| 1-й год Тёва (Водяная Крыса)     | 1-я луна        | 2-я луна*  | 3-я луна  | 4-я луна  | 5-я луна* | 6-я луна  | 7-я луна*              | 8-я луна   | 9-я луна*   | 10-я луна  | 10-я луна* (високосная) | 11-я луна     | 12-я луна*     |
| -------------------------------- | --------------- | ---------- | --------- | --------- | --------- | --------- | ---------------------- | ---------- | ----------- | ---------- | ----------------------- | ------------- | -------------- |
| Юлианский календарь              | 26 января 1012  | 25 февраля | 25 марта  | 24 апреля | 24 мая    | 22 июня   | 22 июля                | 20 августа | 19 сентября | 18 октября | 17 ноября               | 16 декабря    | 15 января 1013 |
| 2-й год Тёва (Водяной Бык)       | 1-я луна        | 2-я луна*  | 3-я луна  | 4-я луна* | 5-я луна  | 6-я луна  | 7-я луна*              | 8-я луна   | 9-я луна*   | 10-я луна  | 11-я луна*              | 12-я луна     |                |
| Юлианский календарь              | 13 февраля 1013 | 15 марта   | 13 апреля | 13 мая    | 11 июня   | 11 июля   | 10 августа             | 8 сентября | 8 октября   | 6 ноября   | 6 декабря               | 4 января 1014 |                |
| 3-й год Тёва (Деревянный Тигр)   | 1-я луна*       | 2-я луна*  | 3-я луна  | 4-я луна  | 5-я луна* | 6-я луна  | 7-я луна*              | 8-я луна   | 9-я луна    | 10-я луна* | 11-я луна               | 12-я луна*    |                |
| Юлианский календарь              | 3 февраля 1014  | 4 марта    | 2 апреля  | 2 мая     | 1 июня    | 30 июня   | 30 июля                | 28 августа | 27 сентября | 27 октября | 25 ноября               | 25 декабря    |                |
| 4-й год Тёва (Деревянный Кролик) | 1-я луна        | 2-я луна*  | 3-я луна* | 4-я луна  | 5-я луна* | 6-я луна  | 6-я луна* (високосная) | 7-я луна   | 8-я луна    | 9-я луна   | 10-я луна*              | 11-я луна     | 12-я луна*     |
| Юлианский календарь              | 23 января 1015  | 22 февраля | 23 марта  | 21 апреля | 21 мая    | 19 июня   | 19 июля                | 17 августа | 16 сентября | 16 октября | 15 ноября               | 14 декабря    | 13 января 1016 |
| 5-й год Тёва (Огненный Дракон)   | 1-я луна        | 2-я луна*  | 3-я луна* | 4-я луна  | 5-я луна* | 6-я луна  | 7-я луна*              | 8-я луна   | 9-я луна    | 10-я луна* | 11-я луна               | 12-я луна     |                |
| Юлианский календарь              | 11 февраля 1016 | 12 марта   | 10 апреля | 9 мая     | 8 июня    | 7 июля    | 6 августа              | 4 сентября | 4 октября   | 3 ноября   | 2 декабря               | 1 января 1017 |                |
| 6-й год Тёва (Огненная Змея)     | 1-я луна*       | 2-я луна   | 3-я луна* | 4-я луна* | 5-я луна  | 6-я луна* | 7-я луна*              | 8-я луна   | 9-я луна    | 10-я луна* | 11-я луна               | 12-я луна     |                |
| Юлианский календарь              | 31 января 1017  | 1 марта    | 31 марта  | 29 апреля | 28 мая    | 27 июня   | 26 июля                | 24 августа | 23 сентября | 23 октября | 21 ноября               | 21 декабря    |                |

* звёздочкой отмечены короткие месяцы (луны) продолжительностью 29 дней. Остальные месяцы длятся 30 дней.